# Elasar Menachem Schach

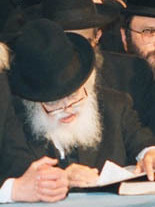
Elasar Shach (um 1985/88)

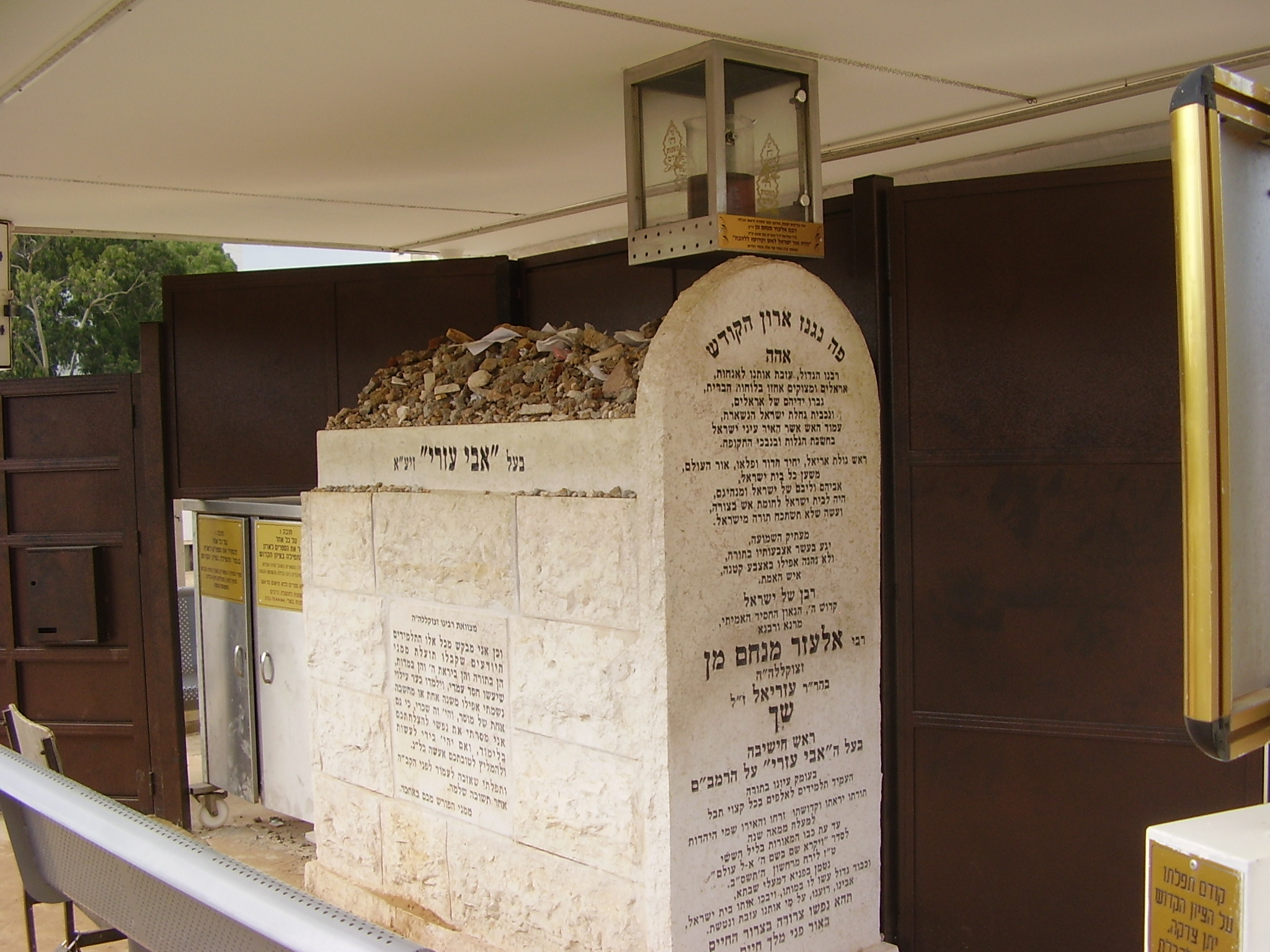
Grab von Rabbi Elasar Menachem Schach in Bnei Brak

Elasar Menachem Man Schach (hebräisch אלעזר מנחם מן שך, auch Elazar oder Eleazar Menachem Shach / Leizer Shach / Eliezer Schach; geboren am 13. Januar 1898 in Wabolnick, nördliches Litauen; gestorben am 2. November 2001 in Tel Aviv) war ein talmudischer Gelehrter und ein führender ultraorthodoxer Rabbi in Israel.

## Leben
Elasar Menachem Schach wurde in eine Familie geboren, deren Vorfahren väterlicherseits Kaufleute waren und mütterlicherseits Talmud-Gelehrte. 1909, damals 11 Jahre alt, begann er an der Jeschiwa in Panevėžys zu studieren, es folgten Studienjahre an den Jeschiwot in Vilijampolė, einem Stadtteil von Kaunas (ab 1913), und in Sluzk (ab 1915). Einer seiner Lehrer und Förderer in Sluzk war der Rabbi Isser Salman Meltzer (1870–1953). 1923 heiratete Elasar Schach Meltzers Nichte, Guttel Gilmovski. Nach der Hochzeit lebten Schach und Rebbetzin Guttel Schach zunächst in Guttels Heimatstadt Mir, dann in Klezk. Dort wurden ihre drei Kinder geboren: Miriam Raisel, Debora und Ephraim. 1934 wurde Schach Leiter (hebr.: Rosch Jeschiwa) der Jeschiwa in Navaradok und 1935 Leiter der Jeschiwa in Luninez.
1940 wanderte Elasar Schach mit seiner Familie in Eretz Israel ein. Er wurde Rosch Jeschiwa einer Jeschiwa in Jerusalem. Er war ein Vertrauter von Rabbi Yitzchok Zev Soloveitchik (1886–1959), allgemein „der Brisker Rav“ genannt. Schach verfasste den Kommentar Avi Ezri zur Mischne Tora des Rambam. Schach war ein Gegner des Rabbis Menachem Mendel Schneerson, des Rebben der Chabad-Lubavitch-Bewegung, den er einen „Häretiker“ nannte. Dessen Anhänger seien Anhänger eines „falschen Messias“. In vielen Fragen der Halacha waren Schneerson und Schach gegensätzlicher Meinung.
1988 war Elasar Schach maßgeblich an der Gründung der Degel-haTora-Partei beteiligt, einer Abspaltung von der Partei Agudat Jisra’el. Schach war extrem antizionistisch und verachtete die kulturelle Identität säkularer Israelis. Beispielsweise beschimpfte er in einer Rede 1990 weltliche Kibbuzniks als „Kaninchen- und Schweinezüchter, die nicht wissen, was der Jom Kippur ist“. Die Demokratie sei ein „Krebsgeschwür“. Ebenso kritisierte er den israelischen Siedlungsbau im Westjordanland und im Gazastreifen. Diese Siedlungen bezeichnete er als einen „eklatanten Versuch, die internationale Gemeinschaft zu provozieren“, und appellierte an alle Haredim, sich davon fernzuhalten.

## Ehrungen
In Bnei Berak und in Betar Illit wurden Straßen nach Elasar Schach benannt.